# Schymkent
Schymkent (kasachisch und russisch Шымкент; usbekisch Chimkent; bis 1992 Чимкент/Tschimkent) ist eine Großstadt in Kasachstan. Sie befindet sich im Süden des Landes am Fuße des Ugomgebirges unweit der Grenze zu Usbekistan, rund 120 Kilometer nördlich von Taschkent. Mit 1.256.263 Einwohnern (Stand 1. Januar 2025) ist sie die drittgrößte Stadt Kasachstans.
Schymkent wurde vermutlich im 12. Jahrhundert als Karawanserei gegründet, um die naheliegende Handelsstadt Sairam an der Seidenstraße zu schützen. Die Stadt entwickelte sich zu einem Handelszentrum zwischen Nomaden und der sesshaften Bevölkerung und wurde im Laufe der Jahrhunderte mehrmals zerstört. Im frühen 19. Jahrhundert kam die Stadt in den Besitz des Khans von Kokand, der es zu einer militärischen Festung ausbauen ließ. Im Zuge der russischen Eroberung Zentralasiens wurde Schymkent im Juli 1864 durch kaiserliche Truppen unter der Führung von Michail Tschernjajew erobert und Bestandteil des Generalgouvernement Turkestan. Unter sowjetischer Herrschaft wurde die Stadt zu einem bedeutenden Industrie- und Wirtschaftsstandort erweitert. Im unabhängigen Kasachstan war die Stadt Verwaltungssitz des Gebietes Südkasachstan, seit Juni 2018 besitzt sie aber den Status einer Stadt nationaler Bedeutung.

## Geografie

### Geografische Lage
Die Stadt befindet sich im südlichen Teil des zentralasiatischen Landes unweit der Grenze zu Usbekistan. Sie liegt an den Flüssen Sairamsu und Badam. Das Ugomgebirge erstreckt sich weiter östlich, der Qaratau-Bergrücken befindet sich nördlich der Stadt.

### Klima
Schymkent besitzt ein feuchtes Kontinentalklima, was der effektiven Klimaklassifikation Dsa entspricht. Die Sommer sind heiß und relativ trocken mit einer durchschnittlichen Temperatur von 26 °C. Auch Temperaturen über der Marke von 30 Grad Celsius sind in Schymkent keine Seltenheit. Die Winter sind zwar kalt aber bei weitem nicht von derart tiefen Temperaturen geprägt, wie es in den meisten anderen Landesteilen Kasachstans der Fall ist. So beträgt die Durchschnittstemperatur im Winter nur rund −1 °C; zum Vergleich in Astana liegt sie durchschnittlich bei −15 °C. Die jährliche Niederschlagsmenge beträgt rund 600 mm, wobei der meiste Niederschlag im Winter und Frühling auftritt. Die Sommermonate hingegen sind sehr trocken, im August beträgt der durchschnittliche Niederschlag lediglich vier Millimeter. Die tiefste jemals gemessene Temperatur betrug −31,1 °C (26. Januar 1969), der höchste Temperaturwert betrug 43,0 °C und wurde am 24. Juni 1976 gemessen.
|                        | Jan  | Feb  | Mär  | Apr  | Mai  | Jun  | Jul  | Aug  | Sep  | Okt  | Nov  | Dez  |   |      |
| Mittl. Temperatur (°C) | −0,7 | 1,6  | 7,6  | 13,6 | 19,1 | 23,7 | 26,3 | 25,3 | 19,9 | 12,3 | 6,4  | 0,9  | ⌀ | 13,1 |
| Mittl. Tagesmax. (°C)  | 4,1  | 6,6  | 12,9 | 19,2 | 25,1 | 30,0 | 32,7 | 32,1 | 27,2 | 18,8 | 12,1 | 6,0  | ⌀ | 19   |
| Mittl. Tagesmin. (°C)  | −4,8 | −2,7 | 3,0  | 8,3  | 12,9 | 16,7 | 19,1 | 17,9 | 12,8 | 6,6  | 1,7  | −3,1 | ⌀ | 7,4  |
|                        |      |      |      |      |      |      |      |      |      |      |      |      |   |      |
| Niederschlag (mm)      | 73   | 70   | 83   | 69   | 56   | 16   | 12   | 4    | 10   | 41   | 67   | 75   | Σ | 576  |
|                        |      |      |      |      |      |      |      |      |      |      |      |      |   |      |
| Sonnenstunden (h/d)    | 4    | 5    | 6    | 7    | 10   | 12   | 12   | 12   | 10   | 7    | 5    | 4    | ⌀ | 7,8  |
|                        |      |      |      |      |      |      |      |      |      |      |      |      |   |      |
| Regentage (d)          | 10   | 9    | 11   | 10   | 7    | 4    | 2    | 2    | 2    | 5    | 8    | 10   | Σ | 80   |
|                        |      |      |      |      |      |      |      |      |      |      |      |      |   |      |
| Luftfeuchtigkeit (%)   | 75   | 73   | 67   | 63   | 56   | 44   | 39   | 34   | 39   | 55   | 69   | 75   | ⌀ | 57,3 |

| −4,8 |

| −2,7 |

| 3,0 |

| 8,3 |

| 12,9 |

| 16,7 |

| 19,1 |

| 17,9 |

| 12,8 |

| 6,6 |

| 1,7 |

| −3,1 |

| −4,8 |

| −2,7 |

| 3,0 |

| 8,3 |

| 12,9 |

| 16,7 |

| 19,1 |

| 17,9 |

| 12,8 |

| 6,6 |

| 1,7 |

| −3,1 |

### Stadtgliederung

Stadtbezirke von Schymkent

Schymkent wurde zum ersten Mal 1945 in Stadtbezirke unterteilt. Damals wurden die drei Bezirke Zentralny (rus. Центральный), Schelesnodoroschny  (rus. Железнодорожный) und Sawodski (rus. Заводский) gegründet. Die Stadtbezirke wurden später umbenannt und so existierten ab Ende der 1970er Jahre die drei Bezirke Abaiski (rus. Абайский), Dserschinski (rus. Дзержинский) und Enbekschinski (rus. Энбекшинский). Der Bezirk Dserschinski wurde schließlich in Äl-Farabi (kas. Әл-Фараби) umbenannt. Mit der Eingliederung diverser Gebiete im Umland von Schymkent wurde die Stadt 2014 mit dem Stadtbezirk Qaratau (kas. Қаратау) um einen vierten Stadtbezirk erweitert.
| Verwaltungsbezirk     | Kasachischer Name | Russischer Name       | Einwohner | Fläche [km²] |
| --------------------- | ----------------- | --------------------- | --------- | ------------ |
| Abai                  | Абай ауданы       | Абайский район        | 238.174   | 240          |
| Äl-Farabi             | Әл-Фараби ауданы  | Аль-Фарабийский район | 266.825   | 130,7        |
| Jengbekschi           | Еңбекші ауданы    | Енбекшинский район    | 206.998   | 220,8        |
| Qaratau               | Қаратау ауданы    | Каратауский район     | 311.653   | 190,5        |
| Turan                 | Тұран ауданы      | Туранский район       | 232.613   | 360,3        |
| Schymkent             | Schymkent         | Schymkent             | 1.256.263 | 1.162,8      |
| Stand: 1. Januar 2025 |                   |                       |           |              |

## Geschichte
Schymkent wurde vermutlich Anfang des 12. Jahrhunderts als eine Handelsstadt an der Seidenstraße gegründet und ist heute ein bedeutendes Industrie- und Wirtschaftszentrum Kasachstans.
Erstmals wurde Schymkent im Zusammenhang mit den Eroberungen Timurs erwähnt. Ab dem 15. Jahrhundert wurde die Stadt zur Zielscheibe der Angriffe von Oiraten und Dschungaren, später stritten sich die Khane von Kokand und Buchara um sie. 1810 wurde Schymkent zum Bestandteil und Hauptfestung des Khanats von Kokand. Im Juli 1864 wurde die Stadt von den russischen Streitkräften unter der Führung des Obersten Michail Tschernjajew eingenommen. Im gleichen Jahr wurde Schymkent eine Provinzstadt des Gebietes von Syrdarja innerhalb des Generalgouvernements Turkestan. Im Jahre 1921 zogen die sowjetischen Truppen endgültig in die Stadt ein. Zuerst war Schymkent ein Teil der Autonomen Republik Turkestan, ab 1925 Teil der Kasachischen SSR.

## Politik

### Bürgermeister
Derzeitiger Bürgermeister (Äkim, kas. Әкім) von Schymkent ist seit dem 21. Januar 2020 Murat Äitenow. Während sowjetischer Zeit stand der Stadtverwaltung der Vorsitzende des Exekutivausschusses vor. Nachfolgend die Bürgermeister der Stadt seit 1992:
| - Amalbek Tschanow (1992–1993) - Sejit Belgibajew (1993–1995) - Anarbek Orman (1995–1997) - Qylyschbek Isbaschanow (1997–1999) - Töretai Bekschigitow (1999–2001) - Bolat Schylqyschijew (2001–2002) - Ghalymschan Schumschajew (2002–2006) - Ömirsaq Ämetuly (2006) - Anarbek Orman (2006–2008) | - Arman Schetpisbajew (2008–2012) - Qairat Moldasseitow (2012–2013) - Darchan Satybaldy (2013–2015) - Ghabidolla Äbdirachymow (2015–2017) - Nurlan Sauranbajew (2017–2018) - Ghabidolla Äbdirachymow (2018–2019) - Jerlan Aitachanow (2019–2020) - Murat Äitenow (2020–2023) - Ghabit Sysdyqbekow (seit 2023) |

### Wappen und Logo
| Geplantes Wappen von Tschimkent im Jahr 1866 | Wappen der Kreisstadt Tschimkent, genehmigt am 21. April 1909 | Veraltetes inoffizielles Wappen der Stadt Schymkent (bis August 2008) | Neues Wappen der Stadt Schymkent |
|                                              |                                                               |                                                                       |                                  |

Am 21. September 2016 wurde von der Stadtverwaltung das neue Logo der Stadt genehmigt. Es zeigt eine rote Tulpe, die durch typische kasachische Ornamente dargestellt wird. Darunter befindet sich der Name der Stadt in einer speziellen kalligrafischen Schrift. Die Stadtverwaltung erhofft sich durch die Einführung eines neuen Logos ein positives Image und eine stärkere Beachtung der Stadt bei ausländischen Touristen.

### Städtepartnerschaften
Schymkent unterhält Partnerschaften mit neun Städten:
- Baiyin, Volksrepublik China
- Chudschand, Tadschikistan
- Grosseto, Italien
- Izmir, Türkei
- Mahiljou, Belarus
- Pattaya, Thailand
- Stevenage, England
- Eskişehir, Türkei
- Acharnes, Griechenland

## Bevölkerung

### Ethnische Zusammensetzung
Noch 1939 stellte die russische Bevölkerung die größte ethnische Gruppe in Schymkent. Von den rund 75.000 Einwohnern waren gut die Hälfte Russen (36.675). Die zweitgrößte Bevölkerungsgruppe stellten die Usbeken (12.438) dar, die gut 16,7 Prozent der Einwohner stellten. Erst an dritter Stelle kamen die Kasachen (9.738), die gut 13,1 Prozent der Bevölkerung stellten. Daneben waren 10,4 Prozent der Bevölkerung Ukrainer (7.729) und weitere 4,3 Prozent waren Tataren (3.179).
Bei der letzten kasachischen Volkszählung 2009 ergab sich folgende ethnische Zusammensetzung der Stadt: Die Kasachen (385.296) stellten mit rund 63,8 Prozent die mit Abstand größte Bevölkerungsgruppe, gefolgt von Russen (92.059 oder 15,3 Prozent). Usbeken (82.772) stellten mit einem Anteil von 13,2 Prozent die drittgrößte Gruppe in Schymkent dar. Daneben waren 1,8 Prozent der Einwohner Aserbaidschaner (11.103), 1,6 Prozent waren Tataren (9.706) und rund ein Prozent Koreaner (6.237).
Eine Veränderung der ethnischen Zusammensetzung der Stadt brachte die Eingliederung zahlreicher umliegender Orte in die Stadt im Jahr 2014. So verdoppelte sich die Zahl der Usbeken in Schymkent auf knapp 160.000, wodurch sie seitdem die zweitgrößte ethnische Gruppe darstellen. Für das Jahr 2018 waren die fünf größten ethnischen Gruppen in der Stadt folgende: Kasachen (627944), Usbeken (173.117), Russen (92.626), Aserbaidschaner (16.736) und Tataren (10.296).

### Einwohnerentwicklung
Schymkent hat heute rund eine Million Einwohner und ist somit die drittgrößte Stadt Kasachstans. Bei der Volkszählung 1897 hatte die Stadt rund 11.000 Einwohner und war somit deutlich kleiner als das nicht weit entfernte Taschkent. In den folgenden Jahren stieg die Einwohnerzahl weiter an und erreichte 1939 bereits die Marke von 70.000 Einwohnern. Auch nach dem Zweiten Weltkrieg konnte Schymkent eine Zunahme der Bevölkerung verzeichnen und wurde schließlich zur Großstadt. Nach der Unabhängigkeit Kasachstans verlangsamte sich das Wachstum zunächst, bevor im 21. Jahrhundert eine starke Zunahme der Einwohner einsetzte. So wuchs die Bevölkerung im Zeitraum zwischen den Jahren 2000 und 2010 um rund 40 Prozent. Der rasante Bevölkerungsanstieg der letzten Jahre ist vor allem auf die Erweiterung der Stadtgrenzen zurückzuführen, wodurch viele umliegende Orte ins Stadtgebiet eingegliedert wurden und die Einwohnerzahl im Jahr 2014 um beinahe 175.000 zunahm. Am 17. Mai 2018 wurde Schymkent zur Millionenstadt. Am 1. Januar 2019 hatte die Stadt 1.011.511 Einwohner.
| Jahr  | Einwohner |
| ----- | --------- |
| 1897¹ | 11.194    |
| 1939¹ | 74.421    |
| 1959¹ | 153.241   |
| 1970¹ | 247.064   |
| 1979¹ | 321.535   |
| 1989¹ | 392.977   |
| 1999¹ | 423.902   |
| 2000  | 435.277   |
| 2001  | 482.923   |

| Jahr  | Einwohner |
| ----- | --------- |
| 2002  | 502.702   |
| 2003  | 506.663   |
| 2004  | 513.110   |
| 2005  | 521.358   |
| 2006  | 526.140   |
| 2007  | 535.125   |
| 2008  | 554.646   |
| 2009¹ | 603.499   |
| 2010  | 615.007   |

| Jahr | Einwohner |
| ---- | --------- |
| 2011 | 629.069   |
| 2012 | 642.858   |
| 2013 | 662.330   |
| 2014 | 683.273   |
| 2015 | 858.147   |
| 2016 | 885.799   |
| 2017 | 912.300   |
| 2018 | 951.605   |
| 2019 | 1.011.511 |

¹ Volkszählungsergebnis

### Religionen
Die dominierende Religion in Schymkent ist der Islam, dem sowohl Kasachen als auch Usbeken mehrheitlich angehören. Bei der letzten Volkszählung im Jahr 2009 gaben rund 82 Prozent der Einwohner an, dem Islam anzugehören. Die große Zentralmoschee der Stadt wurde 2013 eröffnet und durch die Vereinigten Arabischen Emirate finanziert.
Rund 100.000 Christen lebten 2009 in der Stadt. Der überwiegende Teil davon gehört der Russisch-Orthodoxen Kirche an. Schymkent ist das Zentrum der Eparchie Schymkent und Taras. Weitere Glaubensrichtungen sind der Buddhismus mit rund 800 Gläubigen; daneben leben auch rund 150 Juden in Schymkent.

## Kultur und Sehenswürdigkeiten

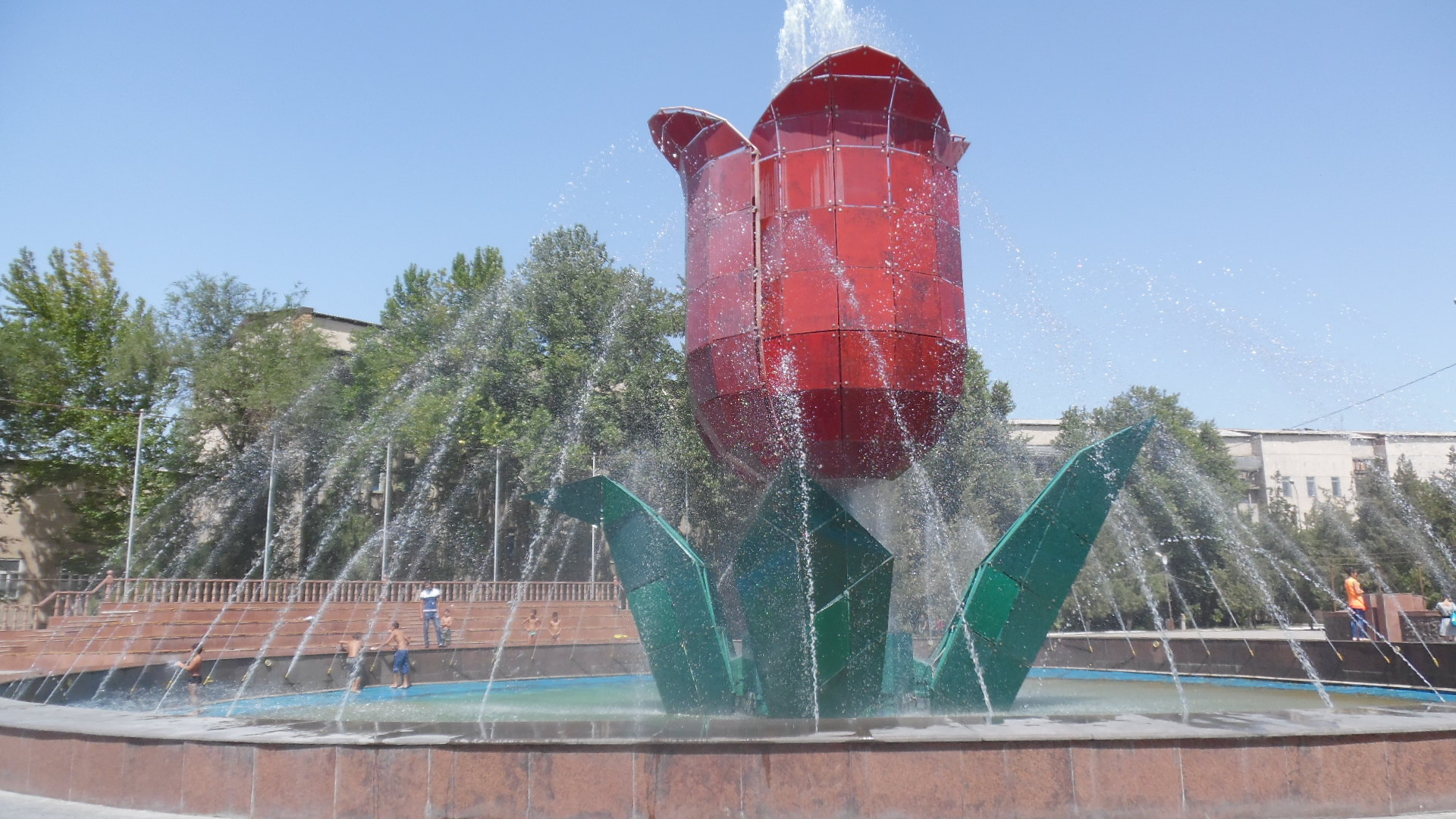
Der Tulpen-Springbrunnen steht für die wilden Tulpenfelder der Region

In Schymkent haben 16 nationale Kulturzentren eine Niederlassung, darunter eine deutsche Schule. Es gibt zahlreiche Museen, historische Sehenswürdigkeiten und Kulturdenkmäler. Archäologische Ausgrabungen werden durchgeführt. Den Schwerpunkt bildet dabei der Bereich der alten Zitadelle: Neben Ausgrabungen, werden auch Rekonstruktionen durchgeführt und einzelne Bereiche der Anlage wieder aufgebaut, um es als Sehenswürdigkeit für Touristen zu präsentieren. Ferner gibt es in Schymkent zwei Theater (eines kasachisch und eines russisch), eine Philharmonie, drei Kulturpaläste, zwei Kinos, eine Gemäldegalerie und zwei große Einkaufszentren (Mega Planet Shymkent mit einer Indoor-Schlittschuhbahn) und Shymkent Plaza. Beide Shoppingmeilen besitzen Designerläden, Kinderbereiche, Restaurants und weitere Kinosäle.
Die Stadt verfügt über acht Parkanlagen, von denen drei noch vor der Oktoberrevolution gegründet worden sind. Besonders populär sind der „Abai-Park der Kultur und Erholung“, der Technopark, der Ethnische Park "Ken Baba", der Unabhängigkeitspark, der Aquapark, der Zoo und der Dendropark. Es existiert weiterhin mehrere Vergnügungsparks für Kinder. Bis 2015 gab es ein Kindereisenbahn die den Abaipark im Zentrum mit dem Dendropark und Zoo im äußeren Rand der Stadt verband. 

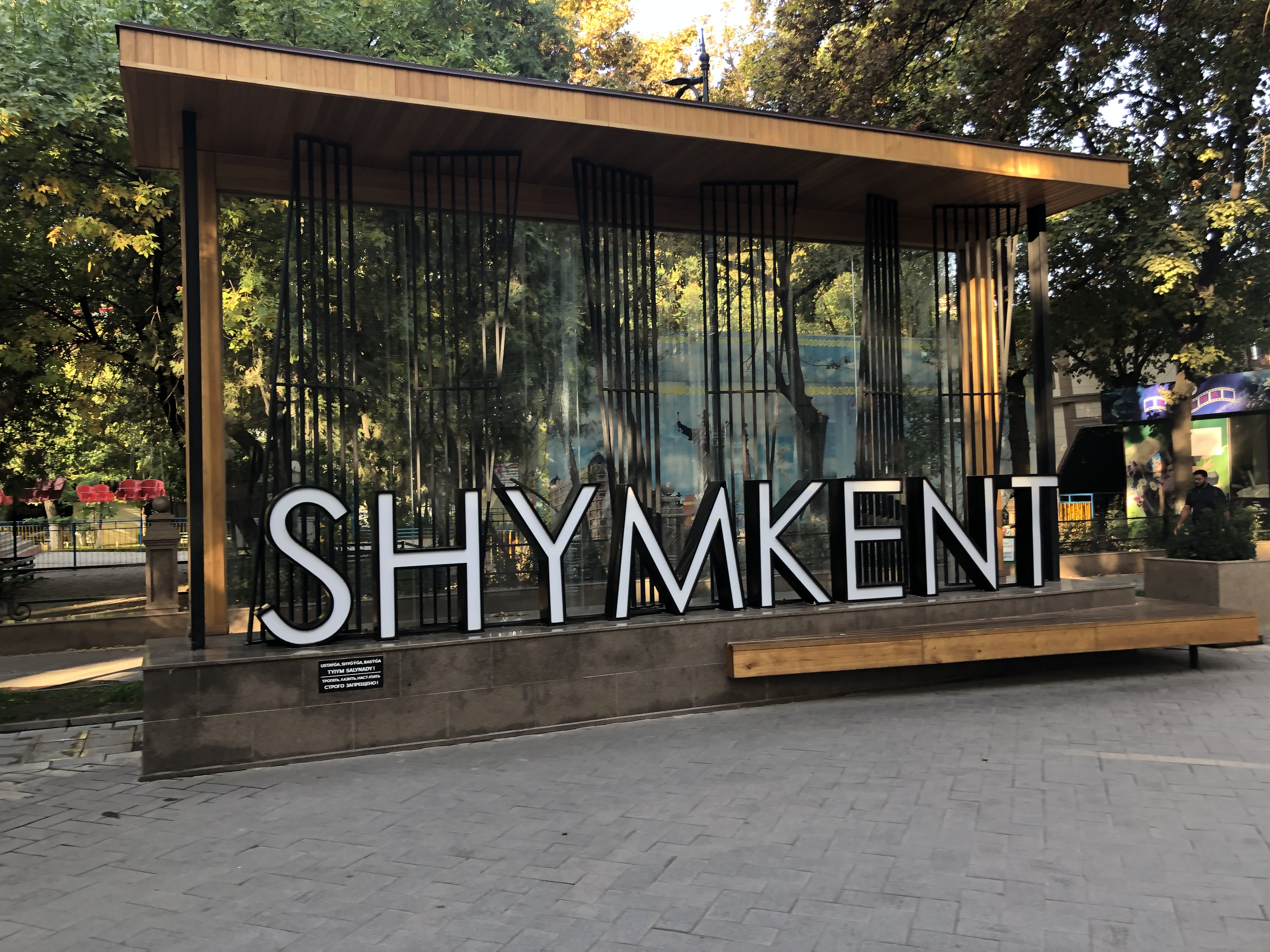
Sitzbank auf dem Arbat mit Schriftzug

 Ende 2018 wurde der Arbat durch Umwandeln einer Hauptverkehrsstraße in eine Fußgängerzone geschaffen. Dieser Bereich wurde von den Bewohnern der Stadt schnell angenommen und viele kleine Restaurants siedelten sich links und rechts des Arbats an. Die künstlerisch sehr gut gestaltete Beleuchtung der Straße machte die Fußgängerzone mit dem benachbarten Vergnügungspark "Fantasiewelt" im Technopark zu einem beliebten Ausflugsziel am Abend.
Medizinisch ist Schymkent mit 21 Krankenhäusern, dem Sanatorium Karlygasch und einigen „Zentren für gesunde Lebensweise“ recht umfangreich ausgestattet.
Bezeichnenderweise wird Schymkent innerhalb des Landes als das Texas von Kasachstan bezeichnet, dies auch wegen der erhöhten Kriminalität in der Region (unmittelbare Nähe des hanfreichen Tschu-Gebietes und die Rolle der Stadt als größter Umschlagplatz für den Transport von Hanf nach Westen). Die Kriminalität ist durch mehr Kontrollen in den letzten Jahren deutlich zurückgegangen.

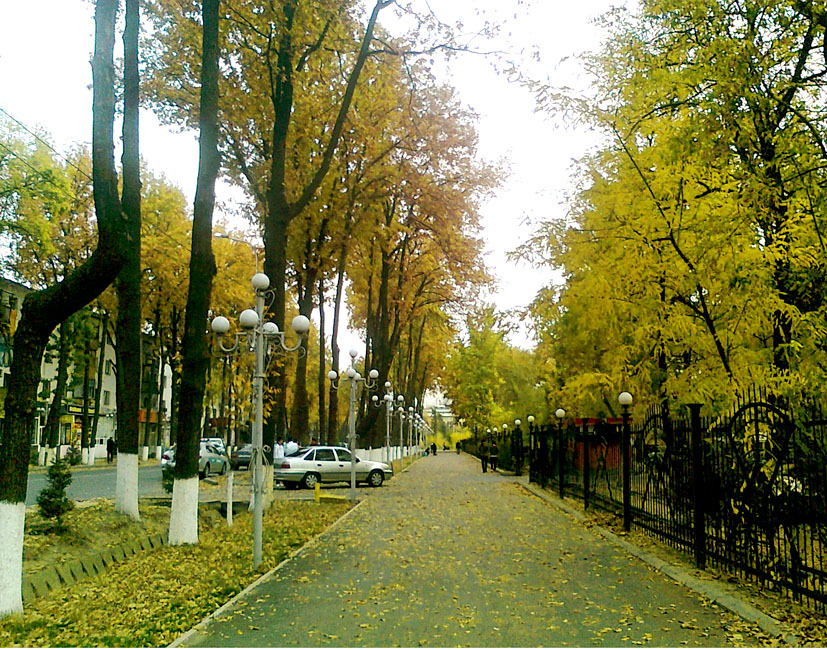
Prospekt Mira im Stadtzentrum

### Sport
Der ortsansässige Fußballverein Ordabassy Schymkent spielt in der höchsten kasachischen Fußball-Liga. Das Frauenfußballteam ist ebenfalls sehr erfolgreich und über die Stadtgrenzen hinaus bekannt. Seit 2017 findet in Schymkent das jährlich ausgetragene Tennisturnier Shymkent Challenger statt.

## Wirtschaft und Infrastruktur

### Wirtschaftliche Situation
Schymkent ist eines der industriellen und wirtschaftlichen Zentren Kasachstans. Die Entwicklung der Industrie in der Stadt begann im Gegensatz zu anderen Städten Kasachstan schon sehr früh im Jahr 1883. Der russische Industrielle Nikolai Iwanow errichtete eine pharmazeutische Fabrik für Santonin in der Stadt. Der in der Region wachsende Wurmsamen wurde dabei in Santonin verarbeitet und nach Japan, Indien, Deutschland und Großbritannien verschickt. Doch die eigentliche Industrialisierung der Stadt begann in den 1930er Jahren als Teil der Sowjetunion. Heute sind die Erdölverarbeitung, die chemische Industrie (u. a. Gummi), die Pharmaindustrie, Maschinenbau sowie Lebensmittelproduktion und Textilherstellung stark in der Stadt vertreten. Im Juni 2015 waren insgesamt 348 Industriebetriebe registriert, die im Zeitraum von Januar bis Juni 2015 Güter im Wert von rund 129 Milliarden Tenge produzierten.
2005 wurde im Osten der Stadt die Sonderwirtschaftszone Ongtüstik (kas. Оңтүстік) gegründet. Ziel der Einrichtung einer solchen Zone ist es, die wirtschaftliche Entwicklung der Region Südkasachstan voranzutreiben und vor allem Betriebe der Leichtindustrie in Schymkent anzusiedeln.
In Schymkent befindet sich eine von insgesamt drei Erdölraffinerien Kasachstans. Erbaut 1985 ist sie außerdem die jüngste der Raffinerien des Landes, die gut 30 Prozent aller Erdölprodukte des Landes produziert. Nach der Unabhängigkeit des Landes wurde Schymkentnefteorgsintes (rus. Шымкентнефтеоргсинтез), wie der Betrieb damals hieß, privatisiert und 2000 an einen kanadischen Investor verkauft. Betrieben wird der Komplex, der eine jährliche Produktionskapazität von 40,65 Millionen Barrel hat, von PetroKazakhstan, einem Joint Venture zwischen der China National Petroleum Corporation und KazMunayGas.

### Verkehr

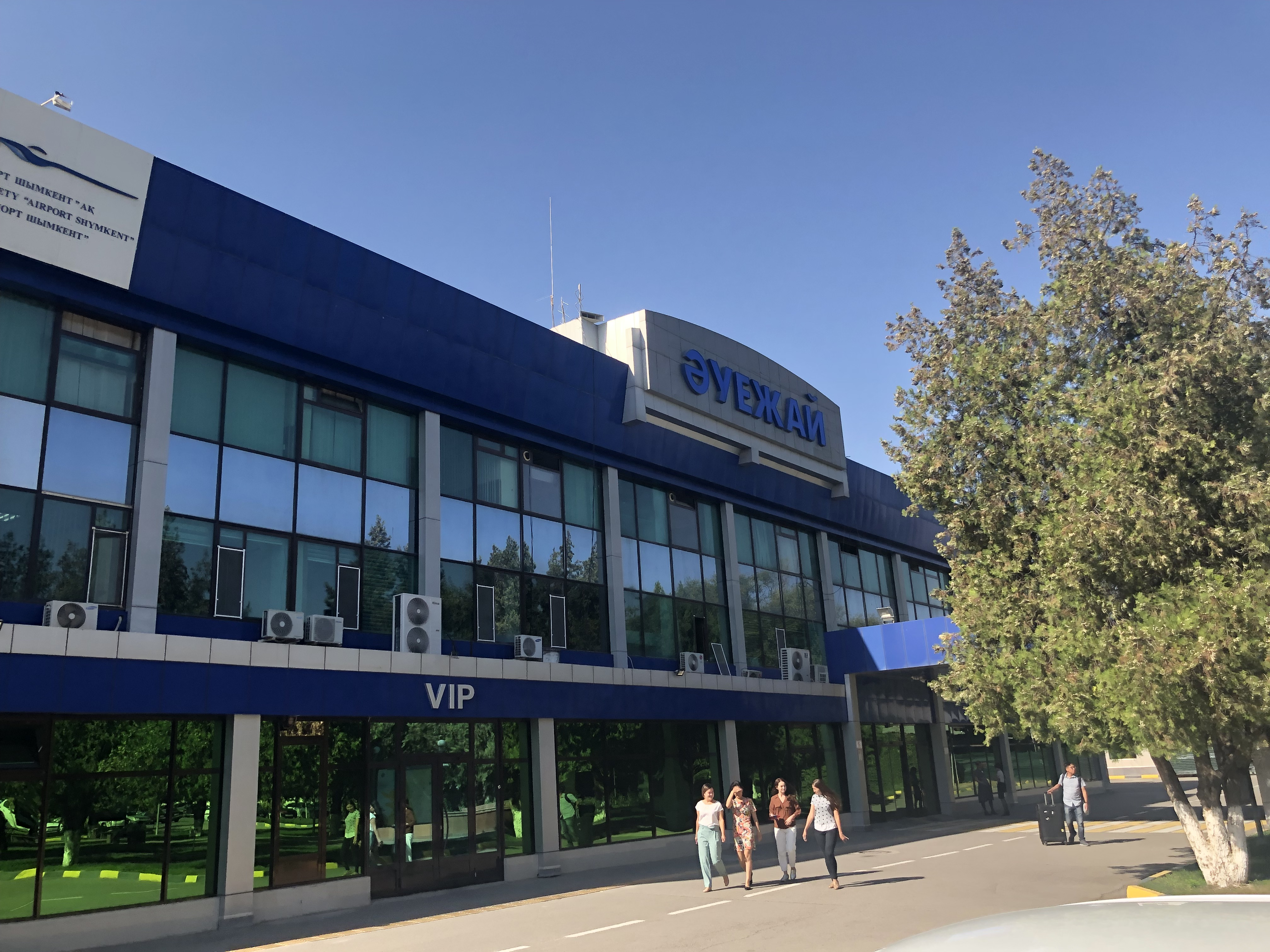
Terminal des internationalen Flughafens

Der internationale Flughafen Schymkent liegt rund zehn Kilometer westlich des Stadtzentrums. Er wurde 1933 eröffnet und zählt jährlich rund eine halbe Million Passagiere. Der Flughafen ist Heimatflughafen von SCAT, die von hier aus zusammen mit einigen anderen Fluggesellschaften nationale und einige wenige internationale Verbindungen anbietet. Seit Oktober 2020 wird westlich vom aktuellen Flughafenterminal an einem neuen größeren Terminal gebaut das im Herbst 2021 eröffnet wird.
Im Jahr 2005 wurde der O-Bus-Betrieb der Stadt eingestellt, seitdem wird der innerstädtische Nahverkehr durch ein Busnetz aus über 70 Linien gewährleistet. Betrieben wird dieses durch mehrere verschiedene private Unternehmen. Im Juli 2016 wurde im Rahmen des Stadtentwicklungskonzeptes Schymkent 2020 zur Modernisierung und Verbesserung des Nahverkehrs das Transportunternehmen Schymkent Bus (kas. Шымкент Bus) gegründet. Es ist eine Öffentlich-private Partnerschaft zwischen der Stadt Schymkent, die 49 Prozent hält und dem Unternehmen Green Bus, das 51 Prozent der Anteile besitzt. Im Rahmen dieser Partnerschaft soll auch die Busflotte modernisiert werden und moderne Erdgasbusse angeschafft werden.
Schymkent liegt an der Turkestan-Sibirischen Eisenbahnstrecke. Durch die Stadt führt außerdem die Trans-Aral-Eisenbahn, die Orenburg in Russland mit Taschkent in Usbekistan verbindet. Der Bahnhof der Stadt befindet sich südöstlich des Stadtzentrums. Von hier aus werden durch Kasachstan Temir Scholy regionale und nationale Verbindungen angeboten. Seit Juni 2014 verkehren auf den Route von Astana nach Schymkent Hochgeschwindigkeitszüge. Seit der Eröffnung der Verbindung Almaty–Taschkent im März 2017 gibt es auch eine internationale Verbindung ins benachbarte Usbekistan.
In der Stadt endet die Fernstraße M32, die den Westen des Landes mit dem Süden verbindet. Die A2, die gut ausgebaut ein Teil der Neuen Seidenstraße ist und nach Osten, zur chinesischen Grenze bei Korgos führt, verläuft durch Schymkent.

### Bildung
Schymkent verfügt über rund 130 Schulen und fast 400 vorschulische Einrichtungen, von denen der überwiegende Teil in privater Trägerschaft ist. Daneben ist die Stadt auch ein bedeutender Hochschulstandort mit acht Hochschulen und 37 weiterführenden Bildungseinrichtungen, an denen insgesamt mehr als 100.000 Menschen studieren.
Die größte und bedeutendste Hochschule ist die Staatliche Universität Südkasachstan, die nach dem kasachischen Schriftsteller Muchtar Äuesow benannt ist. Gegründet wurde sie 1943 als Kasachisches Institut für Chemische Technologie, später in eine technische Universität umgewandelt. Heute gehört sie zu den besten Hochschulen Kasachstans und verfügt über 13 Fakultäten, an denen mehr als 15.000 Studenten eingeschrieben sind. Die Pädagogische Universität Südkasachstan wurde 1992 als eine der ersten privaten Hochschulen im unabhängigen Kasachstan gegründet. Sie ist heute in vier Fakultäten gegliedert, an denen mehr als 5000 Studenten eingeschrieben sind. Daneben gibt es auch die Medizinische Akademie Südkasachstan, die 1979 gegründet wurde und mit ihren knapp 2000 Studenten zu den kleineren Hochschulen des Landes zählt.
Weitere Hochschulen in Schymkent sind das Humanitäre Institut Südkasachstan benannt nach Mardan Saparbajew, die Kasachische Universität der Völkerfreundschaft, die Hochschule für Kunst und Design benannt nach dem kasachischen Maler Äbilchan Qastejew, die Hochschule für neue Technologien sowie weitere medizinische und polytechnische Schulen.

### Medien
Zu den bekanntesten und größten Zeitungen in Schymkent gehört die Juschnyi Kasachstan (rus. Южный Казахстан). Die erste Ausgabe der Regionalzeitung, die im gesamten Gebiet Türkistan erscheint, wurde am 1. Mai 1925 gedruckt. Ihre Hauptaufgabe war es, die wirtschaftlichen, kulturellen und politischen Beziehungen zwischen Stadt und Land zu stärken. Mit einer Auflage von rund 18.000 Exemplaren ist sie eine der größten regionalen Zeitungen Kasachstans. Eine weitere bedeutende Zeitung ist die Panorama Schymkenta (rus. Панорама Шымкента). Daneben gibt es noch eine Reihe von kleineren Wochenzeitungen, von denen die russischsprachige Rabat (rus. Рабат) zu nennen ist.
In Schymkent sind größtenteils alle Fernseh- und Hörfunkprogramme des Landes zu empfangen. Der staatliche kasachische Rundfunksender Kasachstan sendet mit Ońtústik (kas. Оңтүстік) seit dem 5. Oktober 1990 ein regionales Programm mit Nachrichten aus der Region aus. Zusätzlich gibt es mehrere weitere Regionalsender, unter anderem Otyrar-TV.